# Sadowoje (Kaliningrad, Osjorsk, Nekrassowo)
Sadowoje (russisch Садовое, deutsch Szallgirren, 1936–1938 Schallgirren, 1938–1945 Kreuzhausen) ist ein Ort in der russischen Oblast Kaliningrad. Er gehört zur kommunalen Selbstverwaltungseinheit Munizipalkreis Osjorsk im Rajon Osjorsk.
Der Ort ist nicht zu verwechseln mit dem gleichnamigen ebenfalls im Rajon Osjorsk 18 Kilometer östlich gelegenen Ort Sadowoje (Ballethen).

## Geographische Lage
Sadowoje liegt 25 Kilometer nordwestlich der Rajonstadt Osjorsk (Darkehmen/Angerapp) an der Kreuzung der Regionalstraße 27A-037 (ex A197) von Tschernjachowsk (Insterburg) nach Krylowo (Nordenburg) und der Straße von Frunsenskoje (Bokellen) nach Krasnojarskoje (Sodehnen) (Regionalstraße 27A-041 bzw. Kommunalstraße 27K-160). Bis 2001 war das sechs Kilometer westlich gelegene Frunsenskoje Bahnstation an der im Personenverkehr nicht mehr betriebenen Bahnstrecke Tschernjachowsk–Schelesnodoroschny (Insterburg–Gerdauen).

## Geschichte
Die Landgemeinde Szallgirren zählte 1863 95 Einwohner und wurde am 6. Mai 1874 in den Amtsbezirk Tarputschen (1938–1945 Sauckenhof, heute russisch: Luschki) im Kreis Darkehmen eingegliedert. Am 1. Dezember 1910 registrierte man hier 87 Menschen, deren Zahl bis 1933 rapide auf 209 bzw. 205 im Jahre 1939 anstieg. Der Grund für diesen Anstieg waren die Eingliederungen der Landgemeinde Daubischken (1938–1945 Kleinkreuzhausen, nach 1945 russisch: Wassiljewka, nicht mehr existent) und des Gutsbezirks Karlshof (nicht mehr existent) im Jahre 1928. Am 17. September 1936 wurde für Szallgirren die veränderte Schreibweise „Schallgirren“ eingeführt, und am 3. Juni 1938 – mit amtlicher Bestätigung vom 16. Juli 1938 – wurde der Ort aus politisch-ideologischen Gründen in „Kreuzhausen“ umbenannt.
Auch der Amtsbezirk erhielt eine Namensänderung: am 12. Januar 1939 wurde er von „Amtsbezirk Tarputschen“ in „Amtsbezirk Kreuzhausen“ umbenannt, zu dem per 1. Januar 1945 fünf Gemeinden gehörten: Elken (bis 1938 Elkinehlen, nach 1945 russisch: Donskoje), Julienfelde (nach 1945 russisch: Jurjewo, nicht mehr existent), Kreuzhausen (Szallgirren bzw. Schallgirren, Sadowoje), Sauckenhof (bis 1938 Tarputschen, nach 1945 russisch: Luschki) und Tatarren (nach 1945 russisch: Tichomirowka).
Infolge des Zweiten Weltkriegs kam Szallgirren/Kreuzhausen unter sowjetische Administration. Im Jahr 1947 erhielt der Ort die russische Ortsbezeichnung „Sadowoje“, einen verbreiteten russischen Ortsnamen mit der Bedeutung ‚Gartenort‘, und wurde gleichzeitig dem Dorfsowjet Nowostrojewski selski Sowet im Rajon Osjorsk zugeordnet. Später gelangte der Ort in den Nekrassowski selski Sowet. Von 2008 bis 2014 gehörte Sadowoje zur Landgemeinde Nowostrojewskoje selskoje posselenije, von 2015 bis 2020 zum Stadtkreis Osjorsk und seither zum Munizipalkreis Osjorsk.

## Kirche
Szallgirren war nie eigenes Kirchdorf, sondern gehörte mit seiner überwiegend evangelischen Bevölkerung bis 1945 zum Kirchspiel Trempen (heute russisch: Nowostrojewo) im Kirchenkreis Darkehmen (1938–1946 Angerapp) in der Kirchenprovinz Ostpreußen der Kirche der Altpreußischen Union. Letzter deutscher Geistlicher war Pfarrer Kurt Murach.
Während der Zeit der Sowjetunion war kirchliches Leben verboten. Erst in den 1990er Jahren entstanden im Gebiet der Oblast Kaliningrad wieder vereinzelt evangelische Gemeinden. Die Sadowoje nächstgelegene ist in der Stadt Tschernjachowsk (Insterburg, 24 Kilometer), die der Propstei Kaliningrad in der Evangelisch-Lutherischen Kirche Europäisches Russland (ELKER) angegliedert ist.